# Hugo Johnson
Viktor Hugo Johnson (* 29. Februar 1908 in Göteborg; † 6. Juni 1983 in Juan-les-Pins, Frankreich) war ein schwedischer Segler.

## Erfolge
Hugo Johnson, der für den Göteborgs Kungliga Segelsällskap segelte, nahm in der Bootsklasse Drachen an den Olympischen Spielen 1948 in London teil. Er war neben Gösta Brodin Crewmitglied der Slaghoken, deren Skipper Folke Bohlin war. In insgesamt sieben Wettfahrten sicherte sich die Slaghoken einen Sieg und wurde unter anderem dreimal Zweite, sodass sie die in Torquay stattfindende Regatta mit 4621 Gesamtpunkten auf dem zweiten Platz abschloss, womit die Schweden die Silbermedaille hinter der Pan von Thor Thorvaldsen aus Norwegen und vor der Snap von William Berntsen aus Dänemark erhielten.